# Galeazzo Marescotti
Pour les articles homonymes, voir Marescotti.
Galeazzo Marescotti (né le 1er octobre 1627 à Vignanello, dans le Latium, alors dans les États pontificaux, et mort le 3 juillet 1726 à Rome), est un cardinal italien de l'Église catholique de la seconde moitié du XVIIe siècle et du début du XVIIIe siècle, créé par le pape Clément X.

## Biographie
Galeazzo Marescotti exerce des fonctions au sein de la Curie romaine, notamment comme gouverneur de Fano et d'Ascoli, au tribunal suprême de la Signature apostolique et comme inquisiteur à Malte du 5 juillet 1663 à avril 1666. Il est élu archevêque titulaire de Corinthe en 1668 et est envoyé comme nonce apostolique en Pologne puis en Espagne en 1670.
Le pape Clément X le crée cardinal lors du consistoire du 27 mai 1675. Le cardinal Marescotti est légat apostolique à Ferrare et est transféré au diocèse de Tivoli en 1679. En 1687-1688 il est camerlingue du Sacré Collège. Il est encore secrétaire de la Congrégation de l'Inquisition.
Galeazzo Marescotti participe au conclave de 1676, lors duquel Innocent XI est élu pape, au conclave de 1691 (élection d'Alexandre VIII) et de 1700 (élection de Clément XI), lors duquel les français donnent leur véto contre son élection. Il ne participe plus au conclaves de 1721 (élection d'Innocent XIII) et de 1724 (élection de Benoît XIII). Il meurt en 1726 à 98 ans.

## Succession apostolique
Galeazzo Marescotti a ordonné les évêques suivants :
- Évêque Bartolomé García de Escañuela (en), O.F.M. (1670)
- Évêque Giambattista Febei (en) (1683)
- Évêque Giovanni Alfonso Petrucci (it) (1686)
- Évêque Stefano Giuseppe Menatti (en) (1686)
- Évêque Domenico Maria Marchese (en), O.P. (1688)
- Évêque Pietro Antonio d'Alessandro (en) (1688)
- Archevêque Andrea de Rossi (en), C.R. (1688)
- Évêque Baldassarre Nosadini (1688)
- Évêque Juan Bonilla (en), O. Carm. (1689)
- Archevêque Francesco Ramírez (it), O.P. (1689)
- Évêque Michele Petirro (1689)
- Cardinal Marcello d'Aste (1692)
- Évêque Giovanni Battista Carrone (en) (1692)
- Archevêque Pietro Martire Giustiniani (en), O.P. (1692)
- Cardinal Federico Caccia (1693)
- Évêque Luca Antonio Eustachi (1693)
- Évêque Michael Cantelmi, O. Carm. (1693)
- Archevêque Giuseppe Migliaccio (en) (1693)
- Évêque Lorenzo Gherardi (en) (1693)
- Évêque Matteo Gagliani (en) (1693)
- Évêque Leonardo Cassiani (1693)
- Évêque Giacinto Gaetano Chiurlia (en), O.P. (1693)
- Évêque Francesco Protonobilissimo (1693)
- Archevêque Fernando Manuel de Mejía (es) (1693)
- Évêque Carlo Giuseppe Morozzo, O. Cist. (1693)
- Évêque Giulio Marzi (en) (1693)
- Évêque Biagio Gambaro (it) (1693)
- Évêque Gerolamo Ventimiglia (en), C.R. (1694)
- Évêque Alfonso Basilio Ghetaldo (en), O.S.B. (1694)
- Archevêque Alessandro Sforza (en) (1695)
- Pape Innocent XIII (1695)
- Cardinal Innico Caracciolo (1697)